# NanoKommission
Die NanoKommission war ein übergreifendes Beratungsgremium der Bundesregierung, das im Rahmen des so genannten NanoDialogs die Diskussion über Chancen und Risiken der Nanotechnologie koordinieren und zu politischen Empfehlungen zusammenfassen sollte. Die Kommission wurde Ende 2006 vom damaligen Bundesumweltminister Sigmar Gabriel berufen und umfasste Experten aus den zuständigen Behörden, der Wissenschaft ebenso wie Vertreter der Wirtschaft und ihrer Verbände sowie aus NGOs.
In zwei Beratungsphasen erstellte diese Kommission unter der Leitung von Wolf-Michael Catenhusen umfangreiche Berichte zum Kenntnisstand sowie Leitlinien zum verantwortungsvollen Umgang mit Nanomaterialien vor und legte im Januar 2011 ihren Abschlussbericht vor.

## Gründung und Arbeitsweise
Ausgehend von der so genannten Forschungsstrategie zu Risiken und Chancen der Nanotechnologie, welche vom Umweltbundesamt (UBA), dem Bundesinstitut für Risikobewertung (BfR) und dem Bundesanstalt für Arbeitsschutz und Arbeitsmedizin (BAuA) im August 2006 gemeinsam erstellt worden war, rief der damaligen Bundesminister für Umwelt, Naturschutz und Reaktorsicherheit Sigmar Gabriel (SPD) am 30. November 2006 den so genannten NanoDialog ins Leben, welcher unter Beteiligung von über 120 externen Experten einen interdisziplinären Austausch über die neue Technologie organisieren sollte. Zur Koordination und Zusammenführung dieses Dialogs berief Gabriel die zunächst vierzehn-, später sechzehnköpfige so genannten NanoKommission der Bundesregierung unter der Leitung des früheren Forschungsstaatssekretärs Wolf-Michael Catenhusen, die zu Beginn des Jahres 2007 ihre Arbeit aufnahm und bis zum Ende des folgenden Jahres Empfehlungen für den Umgang mit der neuen Technologie erarbeiten sollte. Unterstützend dazu wurden drei Arbeitsgruppen mit jeweils etwa 15 bis 20 zusätzlichen Fachleuten berufen, die die folgenden Themen untersuchten:
- Arbeitsgruppe 1: "Chancen für Umwelt und Gesundheit"

(Leiter: Ulrich Buller)
- Arbeitsgruppe 2: "Risiken und Sicherheitsforschung"

(Leiter Arnim von Gleich)
- Arbeitsgruppe 3: "Leitfaden für einen verantwortungsvollen Umgang mit Nanomaterialien"

(Leiter: Hans-Jürgen Wiegand)
Die NanoKommission ihrerseits leitete und strukturierte die Arbeitsschwerpunkte dieser Arbeitsgruppen, deren Abschlussberichte in die entsprechende zusammenfassende Veröffentlichung der NanoKommission aufgenommen, allerdings überarbeitet und mit ergänzenden Hinweisen vonseiten der Kommission versehen wurden.
Da sich schon während der laufenden Beratungen herausstellte, dass die Zeit für eine umfassende Behandlung der Arbeitsaufträge nicht ausreichend sein würde, schloss sich eine zweite Beratungsphase mit leicht erweiterter Besetzung an; neben zusätzlichen Mitgliedern in der NanoKommission selbst wurde die Zahl der begleitenden Expertengremien auf vier erhöht sowie eine außerordentliche Arbeitsgruppe eingerichtet:
- Themengruppe 1: "Prinzipien zum verantwortungsvollen Umgang"
- Themengruppe 2: "Nutzen und Risikoaspekte von Nanoprodukten"
- Themengruppe 3: "Regulierung von Nanomaterialien"
- Themengruppe 4: "Einschätzung von Nanomaterialien hinsichtlich ihrer Auswirkungen auf Mensch und Umwelt"
- Ad-hoc-Arbeitsgruppe: "Nachhaltige Nanotechnologien/"green nano""

## Mitglieder
Unter dem Vorsitz von Wolf-Michael Catenhusen waren in der ersten Arbeitsphase der NanoKommission von Ende 2006 bis Ende 2008 berufen:
| Ulrich Buller            | Fraunhofer-Gesellschaft                                           |
| Helmut Horn              | Bund für Umwelt und Naturschutz Deutschland e.V.                  |
| Michael Jung             | Nanogate AG                                                       |
| Martin Kayser            | BASF AG                                                           |
| Holger Krawinkel         | Verbraucherzentrale Bundesverband e.V.                            |
| Uwe Lahl                 | BMU                                                               |
| Klaus Mittelbach         | Bundesverband der Deutschen Industrie e. V.                       |
| Thomas Müller-Kirschbaum | Henkel KGaA                                                       |
| Hanns Pauli              | DGB                                                               |
| Gerd Romanowski          | Verband der Chemischen Industrie e. V.                            |
| Wolfgang Stöffler        | BMBF                                                              |
| Arnim von Gleich         | Universität Bremen                                                |
| Hans-Jürgen Wiegand      | Evonik Industries AG                                              |
| Peter Wolfgardt          | Ministerium für Umwelt, Gesundheit und Verbraucherschutz - Bayern |

In der zweiten Phase von 2009 bis 2011 gehörten der Kommission an:
| Christian Calliess                 | Freie Universität Berlin, Fachbereich Rechtswissenschaft                        |
| Patricia Cameron                   | BUND e.V.                                                                       |
| MinDirig. Rainer Jansen            | Bundesministerium für Bildung und Forschung                                     |
| Michael Jung                       | Nanogate AG                                                                     |
| Martin Kayser                      | BASF AG                                                                         |
| Holger Krawinkel                   | Verbraucherzentrale Bundesverband                                               |
| Peter Markus                       | Institut für Kirche und Gesellschaft, Evangelische Akademie Villigst            |
| Thomas Müller-Kirschbaum           | Henkel AG&Co. KGaA                                                              |
| Hanns Pauli                        | DBG Bundesvorstand                                                              |
| Gerd Romanowski                    | Verband der Chemischen Industrie e.V.                                           |
| Peter Rudolph (ab 31. März 2010)   | Ministerium für Umwelt, Gesundheit und Verbraucherschutz des Landes Brandenburg |
| Walter Töpner                      | Bundesministerium für Ernährung, Landwirtschaft und Verbraucherschutz           |
| Armin von Gleich                   | Universität Bremen, Fachgebiet Technikbewertung und Technologieentwicklung      |
| Hans-Jürgen Wiegand                | EVONIK Degussa GmbH                                                             |
| Klaus-Peter Wittern                | Beiersdorf AG                                                                   |
| Peter Wolfgart (bis 31. März 2010) | Bayerisches Ministerium für Arbeit und Sozialordnung                            |

## Ergebnisse der ersten Beratungsphase 2006–2008
Nach einem Jahr der Beratungen stellte die NanoKommission am 20. Februar 2008 im Rahmen einer Tagung mit 120 Teilnehmern die Ergebnisse ihrer bisherigen Arbeit vor und diskutierte diese Zwischenresultate im Plenum. Im November desselben Jahres schloss die NanoKommission die erste Phase der Beratungen ab und legte einen Abschlussbericht vor.
In ihrem Abschlussbericht zu den zukunftsweisenden Möglichkeiten der Nanotechnologie kam die Arbeitsgruppe 1 zu dem Ergebnis, dass vor allem vier Anwendungsfelder relevante große Chancen durch Nanoprodukte versprächen: Neben den ungleich größeren Speicherkapazitäten im Vergleich zu herkömmlichen Batterien seien positive Anwendungsmöglichkeiten vor allem im Bereich der Energieeffizienz sowie des Umwelt- und Gesundheitsschutzes zu nennen.
Die zweite Arbeitsgruppe zum Thema "Risiken und Sicherheitsforschung" legte den Fokus auf die Erstellung einer Prioritätenliste für zukünftige Forschungen im Bereich der Nanomaterialien, um den gegenwärtigen Stand des Wissens und vor allem den dringendsten Informationsbedarf ermitteln zu können. Daneben entwickelte die Arbeitsgruppe Kriterien zur Minimal-Charakterisierung von Nanomaterialien, um die Ergebnisse wissenschaftlicher Untersuchungen besser miteinander vergleichen zu können. Schließlich behandelte die AG 2 exemplarische Anwendungsgebiete von Nanomaterialien und unternahm erste Risikoabschätzungen.
Die dritte Arbeitsgruppe, die einen Leitfaden für den verantwortungsvollen Umgang mit Nanomaterialien entwickeln sollte, stellte hierfür fünf Prinzipien auf, die vor allem an die Industrie gerichtet waren:
- Verantwortung und Management offenlegen ("Good Governance")
- Transparenz hinsichtlich Nanotechnologie-relevanter Informationen, Daten und Prozesse
- Bereitschaft zum Dialog mit Interessengruppen
- Risikomanagement etablieren
- Verantwortung in der Wertschöpfungskette übernehmen.

Orientiert an den drei Schutzzielen Gesundheit, Umwelt und Nachhaltigkeit sollten diese Prinzipien durch branchenspezifische Leitfäden umgesetzt werden.

## Zweite Beratungsphase 2009–2011
Schon bei der Tagung zur Zwischenbilanz der ersten Beratungsphase war deutlich geworden, dass die Zeit für eine umfassende Bewertung und Abwägung von Chancen und Risiken der Nanotechnologie nicht ausreichend sein würde, darum enthielt schon der Abschlussbericht vom November 2008 einen Ausblick auf die zukünftigen Beratungsschwerpunkte, die insbesondere in der Bewertung der gewonnenen Erkenntnisse durch Umweltexperten gesehen wurde.
Im April 2009 begann die NanoKommission ihre zweite Arbeitsphase, deren Fortschritt in einem Dialogforum am 17. Februar 2010 öffentlich vorgestellt und mit rund 130 Teilnehmern diskutiert wurde.
In der zweiten Arbeitsphase erweiterte und präzisierte die NanoKommission ihre Arbeitsfelder und löste die bisherigen drei Arbeitsgruppen durch insgesamt vier, mit bis zu 32 Mitgliedern stärker besetzten Themengruppen sowie eine Ad-hoc-Arbeitsgruppe ab. Die erste Themengruppe zum "Prinzipienpapier" sollte die praktische Umsetzung der in der ersten Arbeitsphase entwickelten Prinzipien des verantwortungsvollen Umgangs mit Nanomaterialien untersuchen. Die zweite Themengruppe zum Bereich "Nutzen und Risikopotentiale" sollte entsprechende Kriterien zur Bewertung dieser Potentiale herausarbeiten. In der dritten Themengruppe standen die existierenden "Regulierungen" auf nationaler wie europäischer Ebene im Zentrum sowie die Frage nach einem möglichen Erweiterungs- bzw. Konkretisierungsbedarf. Neben der vierten Themengruppe, die anhand von Besorgnis- und Entlastungskriterien eine "vorläufige Einschätzung von Nanomaterialien" liefern sollte, wurde auch eine zusätzliche Arbeitsgruppe eingerichtet, die ein Diskussionspapier zum Thema "Nachhaltigkeit von Nanotechnologien" entwarf.
Zum Abschluss der zweiten Dialogphase veranstaltete die NanoKommission am 2. Februar 2011 eine Abschlusskonferenz.
Die erste Themengruppe erstellte einen branchenübergreifenden Katalog mit Prüfkriterien, die den gesamten Lebenszyklus von Nanomaterialien von der Produktion über den Gebrauch bis hin zur Entsorgung umfassen. Parallel dazu entwarf die zweite Themengruppe Kriterien zur vorläufigen Risikoabschätzung vor allem für die toxikologische und ökotoxikologische Bewertung von Nanomaterialien und schlug vor, hierzu eine behördliche Beratungsstelle einzurichten. Die dritte Themengruppe "Regulierung" gelangte nur teilweise zu einheitlichen Empfehlungen, hier insbesondere im Hinblick auf die europäische REACH-Verordnung und im Bereich Arbeitsschutz, Lebensmittelrecht sowie der Biozid-Verordnung; kontrovers diskutiert wurden insbesondere Fragen eines Produktregisters und der Kennzeichnungspflicht.
Insgesamt empfahl die NanoKommission der Bundesregierung die Fortsetzung des Dialogs mit den verschiedenen Stakeholdern und regte an, einmal jährlich eine Konferenz zum Informationsaustausch der Beteiligten zu veranstalten.